# 李仲宣
李仲宣（961年—964年），小名瑞保，南唐后主李煜次子，大周后所生，其兄為清源郡公李仲寓，姨母小周后。

## 生平
初封宣城公，长得可爱，聪明，三岁便能诵孝经不遗一字，宫中燕侍合礼，如在朝廷，昭惠后尤爱之，宋乾德二年，仲宣才四岁，有一日戏佛像前，忽然有一尊大琉璃灯为猫触堕地，哗然作声，仲宣因受惊得急疾，竟连夜生病，病势汹汹，卒亡，之后被追封岐王。谥怀献，时大周后，昭惠已疾甚，闻得最心爱之子仲宣夭，本已经身染重病，悲哀更遽，无法抑制，三日而绝。